# 鈴木満 (詩人)
鈴木 満 (すずき みつる、1926年3月3日 - 2017年5月29日) は、東京市深川区 (現：東京都江東区) 出身の詩人である。

## 来歴
3人兄弟 (妹1人、弟1人) の長男として東京市深川区で生まれた。太平洋戦争中は現在の茨城県稲敷市に疎開していた一方、1945年3月10日の東京大空襲で父母および弟が亡くなった。
1948年に中央大学経済学部を卒業し 、茨城県庁に入庁して県職員として勤務した。1969年に茨城文芸家協会 (現：茨城文芸協会) が創設され理事に就任、1991年より同協会の副会長に就任した。
褒章としては1981年に詩集『吉野』で茨城文学賞、1987年に詩集『翅』で第20回日本詩人クラブ賞をそれぞれ受賞。また、1997年に発行した詩集『月山』で後に茨城新聞社賞を受賞した。
1997年5月に勲四等瑞宝章を受勲し、2006年に日本詩人クラブ総会で永年会員として表彰された。

## 著書
- 『声が聴きたい』思潮社、1969
- 『吉野 鈴木満詩集』国文社 1981
- 『翅 鈴木満詩集』国文社 1986
- 『水脈 詩歌集』栗山薫 著 ;編 国文社 1996
- 『月山 鈴木満詩集』国文社 1997
- 『季語巡礼』かいつぶり社 2003
- 『鈴木満詩集』土曜美術社出版販売〈新・日本現代詩文庫〉、2006年12月。ISBN 978-4812015933。